# 原純輔
原 純輔（はら じゅんすけ、1945年 - ）は、日本の社会学者。東北大学名誉教授。専門は社会学、数理社会学、行動科学。

## 略歴
新潟県生まれ。東京大学文学部社会学科卒業。東京大学大学院社会学研究科博士課程中退。横浜国立大学助教授、旧・東京都立大学教授を経て、1994年より東北大学教授。同大学大学院文学研究科長を歴任。2009年3月に東北大学を定年退職。放送大学特任教授・宮城学習センター所長。
1955年から10年間隔で続けられている大規模な全国調査（SSM調査）や「青少年の性行動全国調査」などの計量的分析を行うなど、戦後日本社会における階層構造、階層意識の特徴とその変化を明らかにする研究に取り組んでいる。

## 著書

### 単著
- 『流動化と社会格差』（ミネルヴァ書房, 2002年）

### 共著
- （安田三郎）『社会調査ハンドブック（第3版）』（有斐閣, 1982年）
- （河村十寸穂・斎藤昌男）『都市と市民参加』（有隣堂, 1984年）
- （海野道郎）『社会調査演習』（東京大学出版会, 1984年）
- Social Stratification in Contemporary Japan, with Kenji Kosaka,Kazuo Seiyama, Michiko Naoi, (Kegan Paul International, 1994)
- （盛山和夫）『社会階層――豊かさの中の不平等』（東京大学出版会, 1999年）
- （海野道郎）『社会調査演習（第二版）』（東京大学出版会, 2004年）
- Inequality amid Affluence, with Kazuo Seiyama, (Trans Pacific Press, 2004).
- （浅川達人）『社会調査』（放送大学教育振興会, 2005年）

### 編著
- 『現代日本の階層構造2　階層意識の動態』（東京大学出版会, 1990年）
- 『日本の階層システム〈1〉近代化と社会階層』（東京大学出版会, 2000年）

### 共編著
- （岡田直之）『新版社会学用語辞典』（学文社, 1985年）
- （海野道郎）『数理社会学の現在』（数理社会学研究会, 1985年）
- （直井優・小林甫）『リーディングス日本の社会学8　社会階層・社会移動』（東京大学出版会, 1986年）
- （海野道郎・和田修一）『数理社会学の展開』（数理社会学研究会, 1988年）
- （天野正子）『全訂版社会学用語辞典』（学文社, 1992年）